# Australiens Grand Prix 2007
Australiens Grand Prix 2007 var det första av 17 lopp ingående i formel 1-VM 2007.

## Rapport
Kimi Räikkönen tog pole position i sin debut för Ferrari. Fernando Alonso i McLaren kvalade in som tvåa och Nick Heidfeld i BMW som trea. Kvalets stora överraskning var rookien Lewis Hamilton i McLaren, som kom kvalade in som fyra strax före Robert Kubica i BMW. Felipe Massa, en av favoriterna till mästartiteln, fick växellådeproblem i kvalet, bytte sedan motor och tvingades starta sist. Honda var kvalets stora negativa överraskning. Båda Hondaförarna fick se sig slagna av Super Aguris förare Takuma Sato och Anthony Davidson, som hyllades som kungar efteråt. 
Loppet inleddes med en kanonstart för Heidfeld som utmanade Räikkönen om ledningen in i första kurvan. Räikkönen kom dock först ut följd av Heidfeld, Hamilton och Alonso som var konservativ i ingången för att inte riskera en startkrasch. Räikkönen hade dock full kontroll redan från början och drog ifrån sina konkurrenter med nästan en sekund per varv. Heidfeld gick tidigt in i depå och tappade då sin andraplats till debutanten Hamilton, som kom ut ifrån sitt depåstopp fortfarande före Alonso. Räikkönen hade fortsatt inga problem utan drog ifrån i ledningen av loppet, samtidigt som kampen om andraplatsen hårdnade. I samband med det andra depåstoppet tog sig Alonso förbi Hamilton och upp på andra plats. Nykomlingen Heikki Kovalainen i Renault snurrade sedan av banan och tappade sin poängplats och blev tia. Massa kom tillbaka starkt och slutade sexa. 
Mot slutet av loppet inträffade en otäck olycka när David Coulthard i Red Bull kraschade över Alex Wurz i Williams. Det hela förlöpte utan personskador, men om Coulthards bil hamnat fel kunde det slutat mycket illa för Wurz. 
Räikkönen gick i mål som suverän segrare, före Alonso och Hamilton. Heidfeld kom fyra och Fisichella femma efter att ha stått emot Massa under de sista varven.

## Resultat
1. Kimi Räikkönen, Ferrari, 10 poäng
2. Fernando Alonso, McLaren-Mercedes, 8
3. Lewis Hamilton, McLaren-Mercedes, 6
4. Nick Heidfeld, BMW, 5
5. Giancarlo Fisichella, Renault, 4
6. Felipe Massa, Ferrari, 3
7. Nico Rosberg, Williams-Toyota, 2
8. Ralf Schumacher, Toyota, 1
9. Jarno Trulli, Toyota
10. Heikki Kovalainen, Renault
11. Rubens Barrichello, Honda
12. Takuma Sato, Super Aguri-Honda
13. Mark Webber, Red Bull-Renault
14. Vitantonio Liuzzi, Toro Rosso-Ferrari
15. Jenson Button, Honda
16. Anthony Davidson, Super Aguri-Honda
17. Adrian Sutil, Spyker-Ferrari

### Förare som bröt loppet
- Alexander Wurz, Williams-Toyota (varv 48, olycka)
- David Coulthard, Red Bull-Renault (48, olycka)
- Robert Kubica, BMW (36, växellåda)
- Scott Speed, Toro Rosso-Ferrari (28, hjul)
- Christijan Albers, Spyker-Ferrari (10, olycka)